# Glenda Gilson

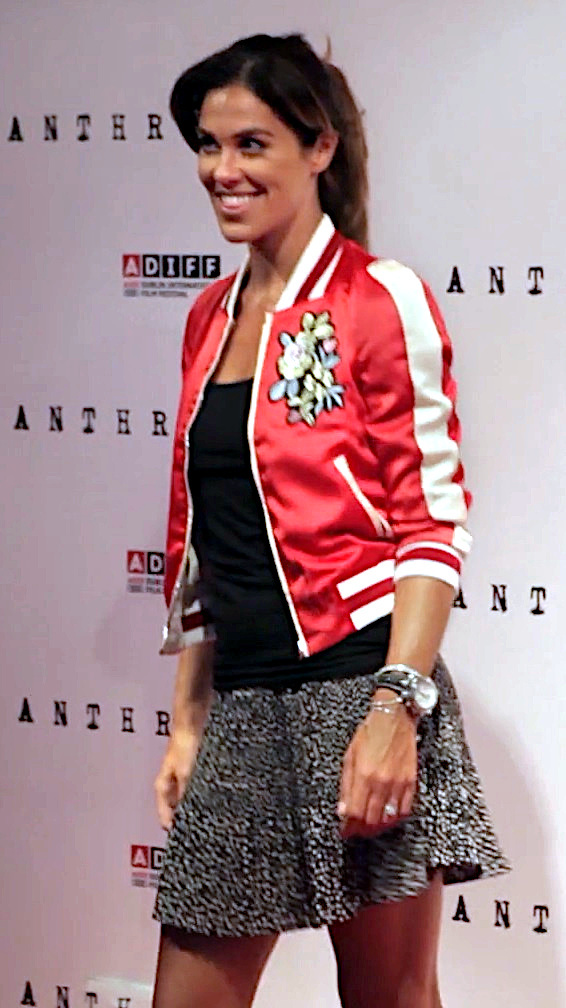
Gilson, 2016

Glenda Gilson (Dublin, 1 de novembro de 1980) é uma modelo e apresentadora de televisão irlandesa. Ela cresceu no subúrbio noroeste de Dublin, Castleknock, e começou a ser modelo desde tenra idade, tornando-se num dos rostos mais conhecidos da Irlanda.
Em agosto de 2006, Gilson embarcou numa carreira televisiva, aparecendo como o rosto do canal musical da Sky Digital, Bubblehits. Ela logo encontrou um novo lar em Xposé na TV3. Ela foi recentemente uma concorrente do reality show Celebrity Bainisteoir na RTÉ. Gilson é neta do ex-membro do Fianna Fáil Liam Lawlor, que morreu num acidente de viação na Rússia, em outubro de 2005.
Glenda representou a Irlanda no Miss Hawaiian Tropic de 2002, em Oahu, e ganhou o título para a Europa. O seu sucesso garantiu uma ampla exposição internacional, o que lhe possibilitou aparecer nas páginas da Cosmopolitan, Marie Claire e Company. Gilson namorou com o jogador de rugby irlandês Brian O'Driscoll.
Gilson fez duas aparições aparições em Katherine Lynch's Wonderwomen.
Entre alguns dos nomes que ela estrevistou estão Michael Douglas, Cameron Diaz, Owen Wilson, Justin Timberlake, Lily Allen, Tony Bennett, Matthew McConaughey, e Michael Bublé.